# UEFA Team of the Year
Die Mitglieder des UEFA Team of the Year werden seit 2001 jährlich durch eine Internetwahl auf der Website der UEFA gekürt. Hierfür stellen die Betreiber der Website eine Vorauswahl herausragender Spieler und Trainer zusammen, aus welchen die Besucher der Seite ihre persönliche Mannschaft des vergangenen Jahres bilden können. Bis 2010 wurde auch ein Trainer von den Usern gewählt. Die Stimmen werden addiert und das Ergebnis auf der Website bekannt gegeben. Beim UEFA Team of the Year handelt es sich allerdings um keine von der UEFA selbst vergebene Auszeichnung. Dennoch ist die Wahl äußerst populär, was die jährlich steigende Anzahl der Abstimmungen verdeutlicht.

## Rekorde
Am häufigsten wurde bisher der Spieler Cristiano Ronaldo für das UEFA Team of the Year nominiert (14-mal). Mit vier Nominierungen ist José Mourinho der erfolgreichste Trainer. Die erfolgreichste Mannschaft (49 Nominierungen) ist der FC Barcelona.
Im Jahr 2009 wurden über vier Millionen Stimmen von über 320.000 UEFA.com-Usern abgegeben. 2010 wurden über fünf Millionen Stimmen von über 400.000 UEFA.com-Usern abgegeben. 2014 waren es mehr als acht Millionen Stimmen von über 750.000 Usern.

## Die einzelnen Jahre

### 2001
| Position   | Name               | Verein                           |
| ---------- | ------------------ | -------------------------------- |
| Tor        | Santiago Cañizares | FC Valencia                      |
| Abwehr     | Cosmin Contra      | Deportivo Alavés / AC Mailand    |
| Abwehr     | Sami Hyypiä        | FC Liverpool                     |
| Abwehr     | Patrik Andersson   | FC Bayern München / FC Barcelona |
| Abwehr     | Bixente Lizarazu   | FC Bayern München                |
| Mittelfeld | David Beckham      | Manchester United                |
| Mittelfeld | Patrick Vieira     | FC Arsenal                       |
| Mittelfeld | Zinédine Zidane    | Juventus Turin / Real Madrid     |
| Mittelfeld | Kily González      | FC Valencia                      |
| Sturm      | Thierry Henry      | FC Arsenal                       |
| Sturm      | David Trezeguet    | Juventus Turin                   |

| Trainer | Gérard Houllier | FC Liverpool |

### 2002
| Position   | Name             | Verein                                  |
| ---------- | ---------------- | --------------------------------------- |
| Tor        | Rüştü Reçber     | Fenerbahçe Istanbul                     |
| Abwehr     | Carles Puyol     | FC Barcelona                            |
| Abwehr     | Alessandro Nesta | Lazio Rom / AC Mailand                  |
| Abwehr     | Cristian Chivu   | Ajax Amsterdam                          |
| Abwehr     | Roberto Carlos   | Real Madrid                             |
| Mittelfeld | Clarence Seedorf | Inter Mailand / AC Mailand              |
| Mittelfeld | Michael Ballack  | Bayer 04 Leverkusen / FC Bayern München |
| Mittelfeld | Zinédine Zidane  | Real Madrid                             |
| Mittelfeld | Damien Duff      | Blackburn Rovers                        |
| Sturm      | Thierry Henry    | FC Arsenal                              |
| Sturm      | Ronaldo          | Inter Mailand / Real Madrid             |

| Trainer | Şenol Güneş | Türkische Fußballnationalmannschaft |

### 2003
| Position   | Name                | Verein            |
| ---------- | ------------------- | ----------------- |
| Tor        | Gianluigi Buffon    | Juventus Turin    |
| Abwehr     | Paulo Ferreira      | FC Porto          |
| Abwehr     | Alessandro Nesta    | AC Mailand        |
| Abwehr     | Paolo Maldini       | AC Mailand        |
| Abwehr     | Roberto Carlos      | Real Madrid       |
| Mittelfeld | Luís Figo           | Real Madrid       |
| Mittelfeld | David Beckham       | Manchester United |
| Mittelfeld | Zinédine Zidane     | Real Madrid       |
| Mittelfeld | Pavel Nedvěd        | Juventus Turin    |
| Sturm      | Thierry Henry       | FC Arsenal        |
| Sturm      | Ruud van Nistelrooy | Manchester United |

| Trainer | José Mourinho | FC Porto |

### 2004
| Position   | Name                 | Verein                |
| ---------- | -------------------- | --------------------- |
| Tor        | Gianluigi Buffon     | Juventus Turin        |
| Abwehr     | Cafu                 | AC Mailand            |
| Abwehr     | Ricardo Carvalho     | FC Porto / FC Chelsea |
| Abwehr     | Alessandro Nesta     | AC Mailand            |
| Abwehr     | Ashley Cole          | FC Arsenal            |
| Mittelfeld | Cristiano Ronaldo    | Manchester United     |
| Mittelfeld | Maniche              | FC Porto              |
| Mittelfeld | Ronaldinho           | FC Barcelona          |
| Mittelfeld | Pavel Nedvěd         | Juventus Turin        |
| Sturm      | Thierry Henry        | FC Arsenal            |
| Sturm      | Andrij Schewtschenko | AC Mailand            |

| Trainer | José Mourinho | FC Porto |

### 2005
| Position   | Name                 | Verein         |
| ---------- | -------------------- | -------------- |
| Tor        | Petr Čech            | FC Chelsea     |
| Abwehr     | Cafu                 | AC Mailand     |
| Abwehr     | John Terry           | FC Chelsea     |
| Abwehr     | Carles Puyol         | FC Barcelona   |
| Abwehr     | Paolo Maldini        | AC Mailand     |
| Mittelfeld | Luis García          | FC Liverpool   |
| Mittelfeld | Steven Gerrard       | FC Liverpool   |
| Mittelfeld | Ronaldinho           | FC Barcelona   |
| Mittelfeld | Pavel Nedvěd         | Juventus Turin |
| Sturm      | Samuel Eto’o         | FC Barcelona   |
| Sturm      | Andrij Schewtschenko | AC Mailand     |

| Trainer | José Mourinho | FC Chelsea |

### 2006
| Position   | Name               | Verein                        |
| ---------- | ------------------ | ----------------------------- |
| Tor        | Gianluigi Buffon   | Juventus Turin                |
| Abwehr     | Gianluca Zambrotta | Juventus Turin / FC Barcelona |
| Abwehr     | Fabio Cannavaro    | Juventus Turin / Real Madrid  |
| Abwehr     | Carles Puyol       | FC Barcelona                  |
| Abwehr     | Philipp Lahm       | FC Bayern München             |
| Mittelfeld | Steven Gerrard     | FC Liverpool                  |
| Mittelfeld | Cesc Fàbregas      | FC Arsenal                    |
| Mittelfeld | Kaká               | AC Mailand                    |
| Mittelfeld | Ronaldinho         | FC Barcelona                  |
| Sturm      | Thierry Henry      | FC Arsenal                    |
| Sturm      | Samuel Eto’o       | FC Barcelona                  |

| Trainer | Frank Rijkaard | FC Barcelona |

### 2007
| Position   | Name               | Verein                        |
| ---------- | ------------------ | ----------------------------- |
| Tor        | Iker Casillas      | Real Madrid                   |
| Abwehr     | Dani Alves         | FC Sevilla                    |
| Abwehr     | Alessandro Nesta   | AC Mailand                    |
| Abwehr     | John Terry         | FC Chelsea                    |
| Abwehr     | Éric Abidal        | Olympique Lyon / FC Barcelona |
| Mittelfeld | Cristiano Ronaldo  | Manchester United             |
| Mittelfeld | Steven Gerrard     | FC Liverpool                  |
| Mittelfeld | Kaká               | AC Mailand                    |
| Mittelfeld | Clarence Seedorf   | AC Mailand                    |
| Sturm      | Zlatan Ibrahimović | Inter Mailand                 |
| Sturm      | Didier Drogba      | FC Chelsea                    |

| Trainer | Alex Ferguson | Manchester United |

### 2008
| Position   | Name              | Verein            |
| ---------- | ----------------- | ----------------- |
| Tor        | Iker Casillas     | Real Madrid       |
| Abwehr     | Sergio Ramos      | Real Madrid       |
| Abwehr     | John Terry        | FC Chelsea        |
| Abwehr     | Carles Puyol      | FC Barcelona      |
| Abwehr     | Philipp Lahm      | FC Bayern München |
| Mittelfeld | Cristiano Ronaldo | Manchester United |
| Mittelfeld | Xavi              | FC Barcelona      |
| Mittelfeld | Cesc Fàbregas     | FC Arsenal        |
| Mittelfeld | Franck Ribéry     | FC Bayern München |
| Sturm      | Lionel Messi      | FC Barcelona      |
| Sturm      | Fernando Torres   | FC Liverpool      |

| Trainer | Alex Ferguson | Manchester United |

### 2009
| Position   | Name               | Verein                          |
| ---------- | ------------------ | ------------------------------- |
| Tor        | Iker Casillas      | Real Madrid                     |
| Abwehr     | Dani Alves         | FC Barcelona                    |
| Abwehr     | John Terry         | FC Chelsea                      |
| Abwehr     | Carles Puyol       | FC Barcelona                    |
| Abwehr     | Patrice Evra       | Manchester United               |
| Mittelfeld | Cristiano Ronaldo  | Manchester United / Real Madrid |
| Mittelfeld | Xavi               | FC Barcelona                    |
| Mittelfeld | Kaká               | AC Mailand / Real Madrid        |
| Mittelfeld | Andrés Iniesta     | FC Barcelona                    |
| Sturm      | Lionel Messi       | FC Barcelona                    |
| Sturm      | Zlatan Ibrahimović | Inter Mailand / FC Barcelona    |

| Trainer | Pep Guardiola | FC Barcelona |

### 2010
| Position   | Name              | Verein                     |
| ---------- | ----------------- | -------------------------- |
| Tor        | Iker Casillas     | Real Madrid                |
| Abwehr     | Maicon            | Inter Mailand              |
| Abwehr     | Gerard Piqué      | FC Barcelona               |
| Abwehr     | Carles Puyol      | FC Barcelona               |
| Abwehr     | Ashley Cole       | FC Chelsea                 |
| Mittelfeld | Cristiano Ronaldo | Real Madrid                |
| Mittelfeld | Xavi              | FC Barcelona               |
| Mittelfeld | Wesley Sneijder   | Inter Mailand              |
| Mittelfeld | Andrés Iniesta    | FC Barcelona               |
| Sturm      | Lionel Messi      | FC Barcelona               |
| Sturm      | David Villa       | FC Valencia / FC Barcelona |

| Trainer | José Mourinho | Inter Mailand / Real Madrid |

### 2011
| Position   | Name              | Verein            |
| ---------- | ----------------- | ----------------- |
| Tor        | Iker Casillas     | Real Madrid       |
| Abwehr     | Marcelo           | Real Madrid       |
| Abwehr     | Gerard Piqué      | FC Barcelona      |
| Abwehr     | Thiago Silva      | AC Mailand        |
| Abwehr     | Dani Alves        | FC Barcelona      |
| Mittelfeld | Arjen Robben      | FC Bayern München |
| Mittelfeld | Xavi              | FC Barcelona      |
| Mittelfeld | Andrés Iniesta    | FC Barcelona      |
| Mittelfeld | Gareth Bale       | Tottenham Hotspur |
| Sturm      | Lionel Messi      | FC Barcelona      |
| Sturm      | Cristiano Ronaldo | Real Madrid       |

### 2012
| Position   | Name              | Verein                           |
| ---------- | ----------------- | -------------------------------- |
| Tor        | Iker Casillas     | Real Madrid                      |
| Abwehr     | Sergio Ramos      | Real Madrid                      |
| Abwehr     | Gerard Piqué      | FC Barcelona                     |
| Abwehr     | Thiago Silva      | AC Mailand / Paris Saint-Germain |
| Abwehr     | Philipp Lahm      | FC Bayern München                |
| Mittelfeld | Andrea Pirlo      | Juventus Turin                   |
| Mittelfeld | Xavi              | FC Barcelona                     |
| Mittelfeld | Andrés Iniesta    | FC Barcelona                     |
| Mittelfeld | Mesut Özil        | Real Madrid                      |
| Sturm      | Lionel Messi      | FC Barcelona                     |
| Sturm      | Cristiano Ronaldo | Real Madrid                      |

### 2013
| Position   | Name               | Verein                          |
| ---------- | ------------------ | ------------------------------- |
| Tor        | Manuel Neuer       | FC Bayern München               |
| Abwehr     | Philipp Lahm       | FC Bayern München               |
| Abwehr     | Thiago Silva       | Paris Saint-Germain             |
| Abwehr     | Sergio Ramos       | Real Madrid                     |
| Abwehr     | David Alaba        | FC Bayern München               |
| Mittelfeld | Gareth Bale        | Tottenham Hotspur / Real Madrid |
| Mittelfeld | Marco Reus         | Borussia Dortmund               |
| Mittelfeld | Mesut Özil         | Real Madrid / FC Arsenal        |
| Mittelfeld | Franck Ribéry      | FC Bayern München               |
| Sturm      | Zlatan Ibrahimović | Paris Saint-Germain             |
| Sturm      | Cristiano Ronaldo  | Real Madrid                     |

### 2014
| Position   | Name               | Verein                          |
| ---------- | ------------------ | ------------------------------- |
| Tor        | Manuel Neuer       | FC Bayern München               |
| Abwehr     | Philipp Lahm       | FC Bayern München               |
| Abwehr     | Diego Godín        | Atlético Madrid                 |
| Abwehr     | Sergio Ramos       | Real Madrid                     |
| Abwehr     | David Alaba        | FC Bayern München               |
| Mittelfeld | Arjen Robben       | FC Bayern München               |
| Mittelfeld | Toni Kroos         | FC Bayern München / Real Madrid |
| Mittelfeld | Ángel Di María     | Real Madrid / Manchester United |
| Sturm      | Lionel Messi       | FC Barcelona                    |
| Sturm      | Zlatan Ibrahimović | Paris Saint-Germain             |
| Sturm      | Cristiano Ronaldo  | Real Madrid                     |

### 2015
Am 24. November 2015 wurden die Nominierten für 2015 bekannt gegeben. Es konnte bis zum 5. Januar 2016 online abgestimmt werden. Das Team des Jahres wurde am 8. Januar 2016 bekanntgegeben.
| Position   | Name              | Verein            |
| ---------- | ----------------- | ----------------- |
| Tor        | Manuel Neuer      | FC Bayern München |
| Abwehr     | Dani Alves        | FC Barcelona      |
| Abwehr     | Gerard Piqué      | FC Barcelona      |
| Abwehr     | Sergio Ramos      | Real Madrid       |
| Abwehr     | David Alaba       | FC Bayern München |
| Mittelfeld | Andrés Iniesta    | FC Barcelona      |
| Mittelfeld | Paul Pogba        | Juventus Turin    |
| Mittelfeld | James Rodríguez   | Real Madrid       |
| Sturm      | Lionel Messi      | FC Barcelona      |
| Sturm      | Cristiano Ronaldo | Real Madrid       |
| Sturm      | Neymar            | FC Barcelona      |

### 2016
Das Team des Jahres wurde am 5. Januar 2017 bekanntgegeben.
| Position   | Name              | Verein            |
| ---------- | ----------------- | ----------------- |
| Tor        | Gianluigi Buffon  | Juventus Turin    |
| Abwehr     | Leonardo Bonucci  | Juventus Turin    |
| Abwehr     | Gerard Piqué      | FC Barcelona      |
| Abwehr     | Sergio Ramos      | Real Madrid       |
| Abwehr     | Jérôme Boateng    | FC Bayern München |
| Mittelfeld | Andrés Iniesta    | FC Barcelona      |
| Mittelfeld | Toni Kroos        | Real Madrid       |
| Mittelfeld | Luka Modrić       | Real Madrid       |
| Sturm      | Lionel Messi      | FC Barcelona      |
| Sturm      | Cristiano Ronaldo | Real Madrid       |
| Sturm      | Antoine Griezmann | Atlético Madrid   |

### 2017
Das Team des Jahres wurde am 11. Januar 2018 bekanntgegeben.
| Position   | Name              | Verein                               |
| ---------- | ----------------- | ------------------------------------ |
| Tor        | Gianluigi Buffon  | Juventus Turin                       |
| Abwehr     | Marcelo           | Real Madrid                          |
| Abwehr     | Sergio Ramos      | Real Madrid                          |
| Abwehr     | Giorgio Chiellini | Juventus Turin                       |
| Abwehr     | Dani Alves        | Juventus Turin / Paris Saint-Germain |
| Mittelfeld | Kevin De Bruyne   | Manchester City                      |
| Mittelfeld | Toni Kroos        | Real Madrid                          |
| Mittelfeld | Luka Modrić       | Real Madrid                          |
| Mittelfeld | Eden Hazard       | FC Chelsea                           |
| Sturm      | Lionel Messi      | FC Barcelona                         |
| Sturm      | Cristiano Ronaldo | Real Madrid                          |

### 2018
Das Team des Jahres wurde am 11. Januar 2019 bekanntgegeben.
| Position   | Name                  | Verein                       |
| ---------- | --------------------- | ---------------------------- |
| Tor        | Marc-André ter Stegen | FC Barcelona                 |
| Abwehr     | Marcelo               | Real Madrid                  |
| Abwehr     | Sergio Ramos          | Real Madrid                  |
| Abwehr     | Raphaël Varane        | Real Madrid                  |
| Abwehr     | Virgil van Dijk       | FC Liverpool                 |
| Mittelfeld | N’Golo Kanté          | FC Chelsea                   |
| Mittelfeld | Luka Modrić           | Real Madrid                  |
| Mittelfeld | Eden Hazard           | FC Chelsea                   |
| Sturm      | Kylian Mbappé         | Paris Saint-Germain          |
| Sturm      | Lionel Messi          | FC Barcelona                 |
| Sturm      | Cristiano Ronaldo     | Real Madrid / Juventus Turin |

### 2019
Das Team des Jahres wurde am 15. Januar 2020 bekanntgegeben.
| Position   | Name                   | Verein                          |
| ---------- | ---------------------- | ------------------------------- |
| Tor        | Alisson                | FC Liverpool                    |
| Abwehr     | Andrew Robertson       | FC Liverpool                    |
| Abwehr     | Virgil van Dijk        | FC Liverpool                    |
| Abwehr     | Matthijs de Ligt       | Ajax Amsterdam / Juventus Turin |
| Abwehr     | Trent Alexander-Arnold | FC Liverpool                    |
| Mittelfeld | Frenkie de Jong        | Ajax Amsterdam / FC Barcelona   |
| Mittelfeld | Kevin De Bruyne        | Manchester City                 |
| Sturm      | Sadio Mané             | FC Liverpool                    |
| Sturm      | Robert Lewandowski     | FC Bayern München               |
| Sturm      | Cristiano Ronaldo      | Juventus Turin                  |
| Sturm      | Lionel Messi           | FC Barcelona                    |

### 2020
Das Team des Jahres wurde am 20. Januar 2021 bekanntgegeben.
| Position   | Name               | Verein                           |
| ---------- | ------------------ | -------------------------------- |
| Tor        | Manuel Neuer       | FC Bayern München                |
| Abwehr     | Joshua Kimmich     | FC Bayern München                |
| Abwehr     | Virgil van Dijk    | FC Liverpool                     |
| Abwehr     | Sergio Ramos       | Real Madrid                      |
| Abwehr     | Alphonso Davies    | FC Bayern München                |
| Mittelfeld | Thiago             | FC Bayern München / FC Liverpool |
| Mittelfeld | Kevin De Bruyne    | Manchester City                  |
| Sturm      | Neymar             | Paris Saint-Germain              |
| Sturm      | Robert Lewandowski | FC Bayern München                |
| Sturm      | Cristiano Ronaldo  | Juventus Turin                   |
| Sturm      | Lionel Messi       | FC Barcelona                     |

## Statistik

### Die meisten Nominierungen

#### Spieler
|    | Spieler            |
| -- | ------------------ |
| 15 | Cristiano Ronaldo  |
| 12 | Lionel Messi       |
| 9  | Sergio Ramos       |
| 6  | Iker Casillas      |
| 6  | Andrés Iniesta     |
| 6  | Carles Puyol       |
| 5  | Dani Alves         |
| 5  | Gianluigi Buffon   |
| 5  | Thierry Henry      |
| 5  | Philipp Lahm       |
| 5  | Gerard Piqué       |
| 5  | Xavi               |
| 4  | Zlatan Ibrahimović |
| 4  | Alessandro Nesta   |
| 4  | Manuel Neuer       |
| 4  | John Terry         |
| 3  | David Alaba        |
| 3  | Kevin De Bruyne    |
| 3  | Steven Gerrard     |
| 3  | Kaká               |
| 3  | Toni Kroos         |
| 3  | Marcelo            |
| 3  | Luka Modrić        |
| 3  | Pavel Nedvěd       |
| 3  | Ronaldinho         |
| 3  | Thiago Silva       |
| 3  | Virgil van Dijk    |
| 3  | Zinédine Zidane    |

#### Vereine
|    | Verein            |
| -- | ----------------- |
| 50 | FC Barcelona      |
| 49 | Real Madrid       |
| 26 | FC Bayern München |
| 21 | Juventus Turin    |
| 18 | AC Mailand        |
| 15 | FC Liverpool      |
| 11 | FC Chelsea        |
| 10 | FC Arsenal        |
| 9  | Manchester United |